# Bangladesh Championship League
Die Bangladesh Championship League (bengalisch বাংলাদেশ চ্যাম্পিয়নশিপ লিগ) ist die zweite professionelle Fußballliga in Bangladesch. Die ersten zwei Vereine werden am Ende der Saison in die Bangladesh Premier League aufsteigen, während die letzten zwei Vereine in die Dhaka Senior Division Football League absteigen. Ausgerichtet wird die Liga von der Bangladesh Football Federation.
| Saison    | Meister                             | 2. Platz                            | 3. Platz                            |
| --------- | ----------------------------------- | ----------------------------------- | ----------------------------------- |
| 2012      | Cox City Sporting Club              | Uttar Baridhara Club                | Wari Club Dhaka                     |
| 2013      | Chittagong Abahani Limited          | Uttar Baridhara Club                | Rahmatganj MFS                      |
| 2014      | Rahmatganj MFS                      | Farashganj SC                       | Agrani Bank                         |
| 2015/16   | Uttar Baridhara Club                | Arambagh KS                         | T&T Club Motijheel                  |
| 2016      | Fakirerpool Young Men’s Club        | Saif Sporting Club                  | Agrani Bank SC                      |
| 2017      | Bashundhara Kings                   | NoFeL SC                            | Victoria Sporting Club              |
| 2018/19   | Bangladesh Police FC                | Uttar Baridhara Club                | Farashganj SC                       |
| 2019/2020 | Abbruch wegen der COVID-19-Pandemie | Abbruch wegen der COVID-19-Pandemie | Abbruch wegen der COVID-19-Pandemie |
| 2020/21   | Swadhinata KS                       | NoFeL SC                            | Fortis FC                           |
| 2021/22   | Fortis FC                           | AFC Uttara                          | NoFeL SC                            |
| 2022/23   | Brothers Union                      | BFF Elite Football Academy          | Gopalganj SC                        |
| 2023/24   | Fakirerpool Young Men’s Club        | Dhaka Wanderers Club                | PWD Sports Club                     |

Anmerkung: Mit Farbe hinterlegten Vereine stiegen in die erste Liga auf.